# TK-210
Il TK-210 avrebbe dovuto essere il settimo SSBN della classe Typhoon. Il sottomarino fu impostato alla fine degli anni ottanta presso il cantiere Sevmash di Severodvinsk, ma non fu mai ultimato. Venne demolito nel 1990.

## Letteratura e cinema
La classe Typhoon divenne particolarmente conosciuta in Occidente in seguito al libro di Tom Clancy La grande fuga dell'Ottobre Rosso (1984), da cui venne poi tratto il film Caccia a Ottobre Rosso (1990, con Sean Connery ed Alec Baldwin). Nel film, il capitano della Marina Sovietica Marko Ramius decide di disertare con il suo sottomarino. Questo viene identificato dall'US Navy come settimo esemplare della classe Typhoon. Tale battello, l'Ottobre Rosso, è un Typhoon modificato con un particolare tipo di propulsione silenziosa, chiamata magnetoidrodinamica.
In realtà, al momento in cui venne scritto il libro, solo due esemplari erano entrati in servizio operativo con la VMF. Inoltre, non vi sono indicazioni né sul fatto che il "vero" Typhoon-7, il TK-210, avesse qualche differenza rispetto agli altri sei esemplari di serie, né su un eventuale "nome" aggiuntivo.